# دمبی ککی
دمبی ککی مربوط به دوره اشکانیان است و در شهرستان کنارک، بخش زرآباد، دهستان شرقی، ۲۰ کیلومتری جنوب شرق جهلو، ۵ کیلومتری غرب درک و ۳ کیلومتری غرب منطقه ککی واقع شده و این اثر در تاریخ ۲۶ اسفند ۱۳۸۷ با شمارهٔ ثبت ۲۵۸۶۴ به‌عنوان یکی از آثار ملی ایران به ثبت رسیده است.